# 255 (číslo)
Dvě stě padesát pět je přirozené číslo, které následuje po čísle dvě stě padesát čtyři a předchází číslu dvě stě padesát šest. Římskými číslicemi se zapisuje CCLV a řeckými číslicemi σνε.

## Matematika
255 je:
- Deficientní číslo
- Nešťastné číslo
- Nepříznivé číslo
- Mersennovo číslo
- Součin prvních tří Fermatových prvočísel, takže lze sestrojit pravidelný 255úhelník pouze pomocí pravítka a kružítka

## Chemie
- 255 je nukleonové číslo třetího nejstabilnějšího izotopu einsteinia[1]

## Astronomie
- (255) Oppavia je planetka hlavního pásu, kterou objevil v roce 1886 Johann Palisa

## Doprava
- Silnice II/255 je česká silnice II. třídy vedoucí na trase Postoloprty – Nemilkov – I/27[2][3]

## Informatika
- V oblasti počítačů má číslo 255 (111111112, FF16) speciální postavení jako největší číslo vyjádřené osmibitovým bajtem (oktetem). Představuje tak nejvyšší hodnotu, kterou může nabývat například červený, zelený, modrý a alfa kanál v barevném modelu RGB/RGBA nebo každé z čísel IP adresy (IPv4).

## Ostatní
- +255 je mezinárodní telefonní předvolba Tanzanie

## Roky
- 255
- 255 př. n. l.